# Nomia alluaudi
Nomia alluaudi is een vliesvleugelig insect uit de familie Halictidae. De wetenschappelijke naam van de soort is voor het eerst geldig gepubliceerd in 2000 door Pauly.